# Lex Luthor
Lex Luthor (pełne nazwisko; Alexander Joseph „Lex” Luthor, pierwotnie Alexei Luthor) – fikcyjna postać (złoczyńca) występujący w komiksowych magazynach z udziałem Supermana, wydawanych przez DC Comics. Autorami postaci był duet twórców Supermana: scenarzysta Jerry Siegel i rysownik Joe Shuster, którzy wprowadzili Luthora w komiksie Action Comics vol. 1 #23 (kwiecień 1940).
Lex Luthor pierwotnie wykazywał wiele cech wspólnych z wyobrażeniami stereotypowych szalonych naukowców z pulp magazine’ów. Luthor jest jedną z kilku postaci w komiksach o Supermanie, której nazwisko jest aliteracją złożoną z liter LL, do których zaliczani są również Lois Lane, Lana Lang i Lori Lemaris. W zestawieniu 100 największych komiksowych złoczyńców portalu internetowego IGN Luthor zajął czwarte miejsce.

## Charakterystyka
Lex Luthor jest najbardziej rozpoznawalnym wrogiem Supermana, jest także przeciwnikiem wielu innych superbohaterów uniwersum DC Comics. Jego rola i historia ulegały na przestrzeni lat licznym zmianom. W komiksach przedstawiany jest jako rudowłosy lub całkowicie łysy złoczyńca, od szalonego geniusza po przepełnionego megalomanią przedsiębiorcy, pałającego niepohamowaną żądzą władzy. Jest jednym z największych geniuszy w komiksowym uniwersum DC, jednak zamiast wykorzystywać swój intelekt i bogactwo dla dobra ludzkości, woli podejmować wszelkie działania w imię egoistycznych pobudek. Obsesyjnie dąży do zgładzenia Supermana. Nie posiada on podwójnej tożsamości, ani żadnych nadprzyrodzonych mocy, dlatego też zmuszony jest walczyć z przybyszem z planety Krypton za pomocą podstępu i wszelkiego rodzaju zdobyczy nowoczesnych technologii, a zwłaszcza specjalnego kombinezonu bojowego (Warsuit). W jednej z historii z okresu tzw. srebrnej ery komiksu on i nastoletni Superman (używający wówczas pseudonimu Superboy) byli przyjaciółmi, jednak w wyniku wypadku w którym Lex całkowicie stracił włosy, nie pojmując całego zdarzenia (został on ocalony przez Superboya) zaczął obsesyjnie nienawidzić superbohatera. W publikacjach ukazujących się po zakończeniu crossoveru zatytułowanego Crisis on Infinite Earths z 1985 roku, postać Luthora zaczęła być przedstawiana jako makiawelistyczny przemysłowiec i przestępca w „białym kołnierzyku”, który chowa swoje socjopatyczne zapędy pod maską filantropa. Uzyskał on nawet na krótko urząd Prezydenta Stanów Zjednoczonych (publikacje z 2000 roku). Kierujący własną korporacją LexCorp, Luthor związany był z takimi grupami superzłoczyńców jak Injustice Gang, Injustice League, Secret Six, Secret Society of Super-Villains i Project 7734.

## Występowanie
Lex Luthor poza komiksem pojawiał się również w licznych serialach i filmach animowanych, fabularnych filmach aktorskich i grach komputerowych bazujących na komiksach DC Comics. Pierwszy raz w wersji aktorskiej pojawił się w filmie Atom Man vs. Superman z 1950 roku, gdzie w jego rolę wcielił się aktor Lyle Talbot. W serii filmów kinowych, zapoczątkowanej obrazem Superman (Superman: The Movie) z 1978 roku, w reżyserii Richarda Donnera, w postać Luthora wcielił się Gene Hackman. W serialu telewizyjnym Superboy z lat 1988–1992 w role wcielali się kolejno aktorzy Scott James Wells i Sherman Howard. W serialu telewizyjnym Nowe przygody Supermana (Lois & Clark: New Adventures of Superman) z lat 1993–1997 w rolę złoczyńcy wcielił się John Shea. Michael Rosenbaum zagrał młodego Luthora w serialu telewizyjnym Tajemnice Smallville (Smallville). W pseudo-sequelu do serii filmów z lat 1978–1987 pod tytułem Superman: Powrót (Superman Returns) z 2006 roku (reżyseria Bryan Singer) następcą Gene’a Hackmana został Kevin Spacey. W filmie Batman v Superman: Świt sprawiedliwości (Batman v Superman: Dawn of Justice) złoczyńcę zagrał Jesse Eisenberg. Rolę tę powtórzył później w Lidze Sprawiedliwości oraz jej wersji reżyserskiej. Aktor Clancy Brown użyczył głosu Luthorowi w serialach animowanych, których akcja rozgrywa się we wspólnym uniwersum (DC animated universe): Superman (Superman: The Animated Series), Liga Sprawiedliwych (Justice League) i Liga Sprawiedliwych Bez Granic (Justice League Unlimited), następnie w serialu animowanym Batman (The Batman) z lat 2004–2008, filmie animowanym wydanym bezpośrednio na DVD pod tytułem Superman/Batman: Wrogowie publiczni (Superman/Batman: Public Enemies) z 2009 roku, oraz grze komputerowej Lego Batman 2: DC Comics Super Heroes z 2012 roku. Luthor był również grywalną postacią w grach komputerowych Mortal Kombat vs. DC Universe z 2008 roku i Injustice: Gods Among Us z 2013 roku.